# Final da Taça Guanabara de 2012
A final da Taça Guanabara de 2012 definiu o campeão do primeiro turno e o primeiro finalista do Campeonato Carioca de 2012. Foi decidida por Vasco da Gama e Fluminense em partida única no Estádio Olímpico João Havelange, mais conhecido como Engenhão.
O Fluminense venceu o Vasco da Gama por 3 a 1 com dois gols de Fred e um de Deco. Eduardo Costa descontou para o Vasco da Gama.

## Campanhas
O Vasco da Gama teve a melhor campanha da Taça Guanabara na fase de grupos, vencendo as sete partidas disputadas. O Fluminense ficou em segundo lugar no mesmo grupo. As campanhas na fase de grupos:
| Gr. | Pos | Time          | PG | J | V | E | D | GP | GS | SG  |
| --- | --- | ------------- | -- | - | - | - | - | -- | -- | --- |
| B   | 1   | Vasco da Gama | 21 | 7 | 7 | 0 | 0 | 16 | 3  | +13 |
| B   | 2   | Fluminense    | 13 | 7 | 4 | 2 | 1 | 15 | 7  | +8  |

Nas semifinal, o Vasco da Gama venceu o Flamengo por 2 a 1, de virada, ao levar o gol aos 3 minutos do primeiro tempo. Já o Fluminense, após empatar em 1 a 1 no tempo normal, venceu o Botafogo por 4 a 3 na disputa por pênaltis.

## Histórico de confrontos
As duas equipes se enfrentaram pela sexta rodada do grupo B:
| 12 de fevereiro | Vasco da Gama       | 2 – 1 | Fluminense      | Rio de Janeiro                                                                       |  |
| 19:30           | Alecsandro 58', 77' |       | Thiago Neves 6' | Estádio: Engenhão Público: 7 622 Árbitro: RJ Antonio Frederico de Carvalho Schneider |  |

## A partida
| 26 de fevereiro | Vasco da Gama     | 1 – 3 | Fluminense               | Rio de Janeiro                                                |  |
| 16:00           | Eduardo Costa 82' |       | Fred 35', 56' · Deco 41' | Estádio: Engenhão Árbitro: RJ Marcelo de Lima Henrique (FIFA) |  |